# Llista d'arquebisbes de Sevilla
L'arquebisbe de Sevilla és el bisbe diocesà que regeix l'arxidiòcesi de Sevilla, que remunta la seva història ben bé al segle I. El següent episcopologi conté els bisbes que contempla el catàleg oficial de l'arxidiòcesi.

## Llista de titulars
| Segles III-XIII - Marcel - Sabí I (?) - Evidi (?) - Deodat (?) - Sempronià (?) - Gemin (?) - Requila (c.441-c.458) - Sabí II (c.461) - Oronci (?) - Zenó (468-483) - Asfali (?) - Maximià (?) - Salusti (511-523) - Crispí (?) - Pigasi (?) - Esteve I (?) - Teòdul (?) - Jacint (?) - Reparat (?) - Esteve II (?) - Leandre de Sevilla (c.577-c.599) - Isidor de Sevilla (600-635) - Honorat (636-641) - Antoni (642-635) - Fugitiu (?) - Bracari (?) - Julià - Floresind (682-c.688) - Fèlix (c.688-693) - Faustí (?) - Gabriel (?) - Sisbert (?) - Oppas (?-c.711) - Elías (?) - Teòdulf (?) - Aspidi (?) - Humelià (?) - Mendulà (?) - David (?) - Julià II (?) - Teudula (?) - Joan (?) - Recafred (c.851) - Anònim (864) - Joan II (s. XII) - Climent (c.1146) | Segles XIII-XVI - Felip de Castella (electe) - Remondo (1259-1286) - Fernán Pérez (1287-1289) - García Gutiérrez (1289-1294) - Sancho González (1295-1299) - Gonzalo (1295) - Juan Almoravit (1300-1302) - Fernando Gutiérrez Tello (1303-1323) - Juan Sánchez (1323-1348) - Nuño de Fuentes (1349-1361) - Alonso de Vargas (1361-1366) - Pedro Gómez Barroso (1369-1371) - Fernando Álvarez de Albornoz (1371-1377) - Pedro Gómez Álvarez de Albornoz (1378-1390) - Gonzalo de Mena (1394-1401) - Alonso de Egea (1403-1408) - Alonso de Egea (1403-1417) (administrador apostòlic) - Diego de Anaya y Maldonado (1418-1431) - Lope de Olmedo (1431-1432) - Juan de Cerezuela (1433-1434) - Diego de Anaya y Maldonado (1435-1537) - Gutierre Álvarez de Toledo (1439-1442) - García Enríquez Osorio (1442-1448) - Juan de Cervantes (1449-1453) (administrador apostòlic) - Alonso de Fonseca el Vell (1454-1465) - Alonso de Fonseca el Jove (1465-1469) (administrador apostòlic) - Alonso de Fonseca el Vell (1469-1473) - Pietro Riario (1473-1474) (administrador apostòlic) - Pedro González de Mendoza (1474-1482) (administrador apostòlic) - Íñigo Manrique de Lara (1483-1485) - Diego de Hurtado de Mendoza y Quiñones (1485-1502) - Juan de Zúñiga y Pimentel (1503-1504) - Diego de Deza (1504-1523) - Alfonso Manrique de Lara (1523-1538) - García de Loaysa y Mendoza (1539-1546) - Fernando de Valdés y Salas (1546-1568) - Gaspar de Zúñiga y Avellaneda (1569-1571) - Cristóbal de Rojas y Sandoval (1571-1580) - Rodrigo de Castro Osorio (1581-1600) | Segles XVII-XXI - Fernando Niño de Guevara (1601-1609) - Pedro de Castro y Quiñones (1610-1623) - Luis Fernández de Córdoba (1624-1625) - Diego de Guzmán de Haro (1625-1631) - Gaspar de Borja y Velasco (1632-1645) - Agustín Spínola Basadone (1645-1649) - Domingo Pimentel y Zúñiga (1649-1652) - Pedro de Tapia (1653-1657) - Pedro de Urbina Montoya (1658-1663) - Antonio Paíno (1663-1669) - Ambrosio Spínola y Guzmán (1669-1684) - Jaime de Palafox y Cardona (1684-1701) - Manuel Arias y Porres (1702-1717) - Felipe Antonio Gil de Taboada (1720-1722) - Luis de Salcedo y Azcona (1722-1741) - Lluís Antoni de Borbó (1741-1754) (administrador apostòlic) - Francisco de Solís Folch de Cardona (1755-1775) - Francisco Javier Delgado y Venegas (1775-1781) - Alonso Marcos de Llanos y Argüelles (1783-1795) - Antoni Despuig i Dameto (1795-1799) - Luis María de Borbón y Vallabriga (1799-1800) - Luis María de Borbón y Vallabriga (1800-1814) (administrador apostòlic) - Romulado Mon y Valverde (1816-1819) - Francisco Javier Cienfuegos y Jovellanos (1824-1847) - Judas José Romo y Gamboa (1847-1855) - Manuel Joaquín Tarancón y Morón (1857-1862) - Luis de Lastra y Cuesta (1863-1876) - Joaquim Lluch i Garriga (1877-1882) - Ceferino González y Díaz Tuñón (1883-1885) - Bienvenido Monzón (1885) - Ceferino González y Díaz Tuñón (1885-1889) - Benet Sanz i Forés (1889-1895) - Marcelo Spínola y Maestre (1896-1906) - Enrique Almaraz y Santos (1907-1920) - Eustaquio Ilundáin y Esteban (1920-1937) - Pedro Segura y Sáenz (1937-1954) - José María Bueno Monreal (1954-1982) - Carlos Amigo Vallejo (1982-2009) - Juan José Asenjo Pelegrina (2009-2021) - Josep Àngel Saiz Meneses (2021-Actualitat) |